# Gerhard Sturmberger
Gerhard Sturmberger (* 1. Mai 1940 in Klagenfurt, Kärnten; † 13. Jänner 1990 ebenda) war ein österreichischer Fußballspieler. Der Verteidiger gewann Mit dem Linzer ASK, für den er von 1959 bis 1973 antrat, 1965 Meisterschaft und Pokal. Seine Erstligakarriere beendete er 1976 beim SK Rapid Wien. Von 1965 bis 1973 spielte er 43 Mal für Österreich.

## Karriere
Der gelernte Schuhmacher Gerhard Sturmberger begann seine Fußballkarriere in seiner Heimatstadt beim ASK Klagenfurt, in dem er in der zweitklassigen Tauernliga Nord als Verteidiger spielte. Mit dem Klub schaffte er beinahe die Qualifikation zur A-Liga-Relegation, musste sich nur auf Grund des schlechteren Torverhältnisses der WSG Radenthein geschlagen geben. Dank seiner guten Leistungen wurde Gerhard Sturmberger dennoch von Trainer Josef Epp zum Linzer ASK in die A-Liga geholt. 14 Saisonen lang spielte er bei den Linzern als Verteidiger und trug von 1967 bis 1973 die Kapitänsschleife.
Die größten Erfolge in Gerhard Sturmbergers Laufbahn beim LASK waren der Gewinn der Meisterschaft 1964/65 und des ÖFB-Cups im selben Jahr. Die Double-Saison war für den Kärntner auch das Sprungbrett in die Nationalmannschaft: Das Debüt war am 24. März 1965 beim 2:1-Auswärtssieg über Frankreich. Insgesamt 43 Länderspiele bestritt Sturmberger bis 1973 in Österreichs Verteidigung, den Großteil davon in der Ära von Teamchef Leopold Šťastný, als er auch als Kapitän spielte.
Zu seinem Karriereende lief er bis zur Saison 1975/76, wo er im November 1975 das letzte Mal für die Kampfmannschaft antrat, bei Rapid in der höchsten österreichischen Liga auf. Anschließend spielte er bis 1977 bei Donau Linz, wo mit ihm als Spielertrainer der umgehende Wiederaufstieg in die  2. Landesliga gelang, ehe er zum ASK Klagenfurt zurückkehrte.

## Erfolge
- 1 × Österreichischer Meister: 1965
- 1 × Österreichischer Vizemeister: 1962
- 1 × Österreichischer Cupsieger: 1965
- 3 × Österreichischer Cupfinalist: 1963, 1967, 1970

- 43 Länderspiele für die österreichische Fußballnationalmannschaft von 1965 bis 1973